# Ferdinand de Marsin
Ferdinand, comte de Marsin (eller Marchin) (10. februar 1656 – 9. september 1706) var en fransk general og diplomat, som var marskal af Frankrig.

## Biografi
Han blev født i Liège som søn af John Gaspar Ferdinand de Marchin, Comte de Granville og Marie de Balzac d'Entragues.
Marsin gjorde tjeneste i Flandern, og blev såret i slaget ved Fleurus (1690). Han deltog i slaget ved Neerwinden og belejringen af Charleroi.
I 1701–1702 var han fransk ambassadør i Spanien.
I den spanske arvefølgekrig var han til stede i slaget ved Luzzaca. Han blev marskal i 1703, efter slaget ved Speyerbach. 
I 1704 blev han besejret i slaget ved Blenheim sammen med Tallard, og blev dødeligt såret i slaget ved Torino. Som fange i samme by døde han nogle få dage senere.  